# William Carleton

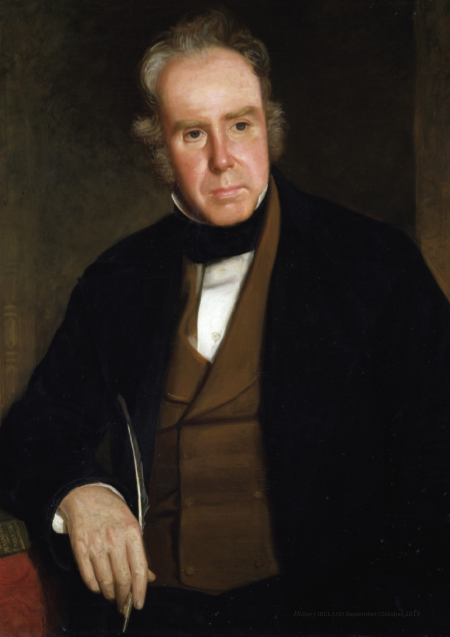
William Carleton

William Carleton (* 20. Februar 1794 in Clogher, Grafschaft Tyrone; † 30. Januar 1869 in Dublin) war ein irischer Schriftsteller.

## Leben
Carleton war der Sohn eines Landwirts und kam 1811 an eine Schule in Glaslough, die von einem verwandten Priester geleitet wurde. Mit 19 Jahren beendete er 1813 seine Schulzeit. Eine im Anschluss daran unternommene Pilgerreise nach Lough Derg, zum Saint Patrick’s Purgatory, veranlasste ihn zu seinem ersten literarischen Versuch.

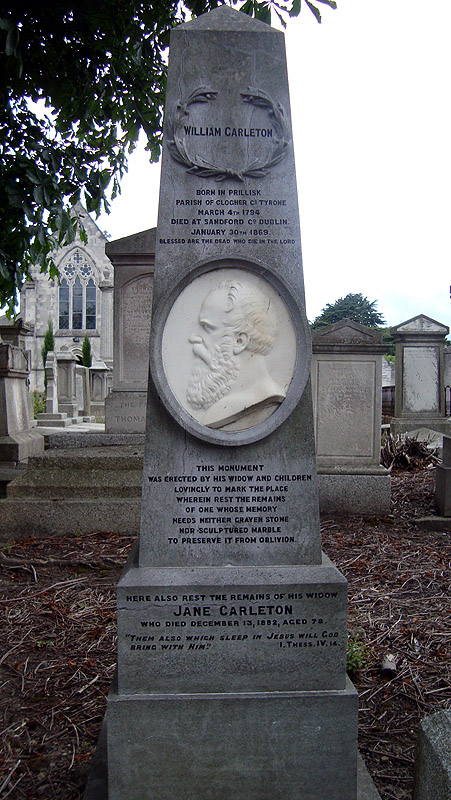
William Carletons Grab

Da dieses Debüt sehr erfolgreich ausfiel, ließ er sich als Schriftsteller in Dublin nieder und lebte dort bis 1848. Infolge der revolutionären Ereignisse ging Carleton für mehrere Jahre ins Exil nach Amerika. Nach seiner Rückkehr ließ er sich wieder in Dublin nieder und starb dort drei Wochen vor seinem 75. Geburtstag am 30. Januar 1869. Seine letzte Ruhestätte fand er auf dem Friedhof Mount Jerome.

## Rezeption
Carletons Erfolge lagen in seiner lebendigen Schilderung des alltäglichen Lebens seiner Landsleute. Allerdings bearbeitete er seine Themen meist sehr tendenziös ausgerichtet, da er in seinen Werken oft Stellung zu aktuellen politischen Themen nahm; zum Beispiel in The Black Prophet die Ursachen und Auswirkungen der Großen Hungersnot in Irland oder in Valentine M'Clutchy der Streit zwischen anglikanischer und römisch-katholischer Kirche in Irland.

## Werke (Auswahl)
- William Carleton. The Autobiography. White Row Press, Belfast 1996, ISBN 1-870132-80-7 (Nachdr. d. Ausg. Belfast 1896)
- Familienschlacht in Knockimdowny. Erzählungen aus dem irischen Landleben („Traits and stories of the Irish peasantry“). Dieterich, Leipzig 1986, ISBN 3-7350-0009-6.
- Fardorougha the miser. Roman.
- Valentine M’Clutchy. Roman. 1845 (3 Bde.)
- Rody the Rover. 1846.
- Der schwarze Prophet. Aus den Zeiten irischer Hungersnoth („The black prophet“). Arnold, Dresden 1848 (2 Bde., übersetzt von Friedrich Gerstäcker).
- Red Hall. 1852. (3 Bde.)
- The Clarionet. 1854.
- The Evil Eye. 1860.
- The Double Prophecy. 1862.
- The Fair of Emyvale and the Master and Scholar Tales. 1870 (posthum erschienen)